# Канлы (Шараф-Рашидовский район)
Канлы (узб. Qangʻli / Қанғли) — посёлок городского типа, расположенный на территории Шараф-Рашидовсого района Джизакской области Республики Узбекистан.
Статус посёлка городского типа с 2009 года.